# Lutas nos Jogos Olímpicos de Verão da Juventude de 2010 - Greco-romana até 85 kg masculino
A competição da categoria até 85 kg masculino da luta greco-romana nos Jogos Olímpicos de Verão da Juventude de 2010 foi disputada no dia 15 de agosto no Centro Internacional de Convenções, em Cingapura. Um total de oito lutadores participou deste evento, limitado a atletas com peso corporal inferior a 85 quilogramas. Ao contrário dos Jogos Olímpicos de Verão, nos Jogos da Juventude foi distribuída apenas uma medalha de bronze por categoria.

## Medalhistas
| Ouro   | RUS Ruslan Adzhigov  |
| Prata  | EGY Hamdy Abdelwahab |
| Bronze | UZB Ruslan Kamilov   |

## Resultados
Os lutadores competiram entre si dentro das duas chaves. Os primeiros colocados de cada chave disputaram o ouro e os segundos colocados o bronze.

### Preliminares

#### Grupo A
| Pos | Atleta               | PC | PT | L | V | D |
| --- | -------------------- | -- | -- | - | - | - |
| 1   | EGY Hamdy Abdelwahab | 10 | 15 | 3 | 3 | 0 |
| 2   | USA Lucas Sheridan   | 9  | 12 | 3 | 2 | 1 |
| 3   | IRQ Adil Al-Abedi    | 5  | 6  | 3 | 1 | 2 |
| 4   | SOL Teia Mweia       | 0  | 0  | 3 | 0 | 3 |

| SOL Teia Mweia     | 0-4 | USA Lucas Sheridan   | (PT: 0-5) |
| IRQ Adil Al-Abedi  | 1-3 | EGY Hamdy Abdelwahab | (PT: 1-4) |
| SOL Teia Mweia     | 0-4 | IRQ Adil Al-Abedi    | (PT: 0-5) |
| USA Lucas Sheridan | 1-3 | EGY Hamdy Abdelwahab | (PT: 1-4) |
| SOL Teia Mweia     | 0-4 | EGY Hamdy Abdelwahab | (PT: 0-7) |
| USA Lucas Sheridan | 4-0 | IRQ Adil Al-Abedi    | (PT: 4-0) |

#### Grupo B
| Pos | Atleta              | PC | PT | L | V | D |
| --- | ------------------- | -- | -- | - | - | - |
| 1   | RUS Ruslan Adzhigov | 9  | 24 | 3 | 3 | 0 |
| 2   | UZB Ruslan Kamilov  | 7  | 17 | 3 | 2 | 1 |
| 3   | ARM Varos Petrosyan | 5  | 4  | 3 | 1 | 2 |
| 4   | KOR Junhyeong Choi  | 2  | 4  | 3 | 0 | 3 |

| ARM Varos Petrosyan | 1-3 | RUS Ruslan Adzhigov | (PT: 1-7)  |
| KOR Junhyeong Choi  | 1-3 | UZB Ruslan Kamilov  | (PT: 2-7)  |
| ARM Varos Petrosyan | 4-0 | KOR Junhyeong Choi  | (PT: 3-0)  |
| RUS Ruslan Adzhigov | 3-1 | UZB Ruslan Kamilov  | (PT: 5-1)  |
| ARM Varos Petrosyan | 0-3 | UZB Ruslan Kamilov  | (PT: 0-9)  |
| RUS Ruslan Adzhigov | 3-1 | KOR Junhyeong Choi  | (PT: 12-2) |

### Fase final

#### Disputa pelo 7º lugar
| SOL Teia Mweia | 0-4 | KOR Junhyeong Choi | (PT: 0-0) |

#### Disputa pelo 5º lugar
| IRQ Adil Al-Abedi | 1-3 | ARM Varos Petrosyan | (PT: 1-8) |

#### Disputa pelo bronze
| USA Lucas Sheridan | 1-3 | UZB Ruslan Kamilov | (PT: 4-12) |

#### Final
| EGY Hamdy Abdelwahab | 0-3 | RUS Ruslan Adzhigov | (PT: 0-3) |

## Classificação final
| Pos.              | Atleta               |
| ----------------- | -------------------- |
| Medalha de ouro   | RUS Ruslan Adzhigov  |
| Medalha de prata  | EGY Hamdy Abdelwahab |
| Medalha de bronze | UZB Ruslan Kamilov   |
| 4                 | USA Lucas Sheridan   |
| 5                 | ARM Varos Petrosyan  |
| 6                 | IRQ Adil Al-Abedi    |
| 7                 | KOR Junhyeong Choi   |
| 8                 | SOL Teia Mweia       |